# Czesław Lasota
Czesław Lasota (ur. 8 sierpnia 1932 w Łodzi, zm. 28 września 2021) – polski aktor filmowy, teatralny i telewizyjny. W 1959 roku ukończył studia na PWST w Łodzi.
Został pochowany na cmentarzu parafialnym w Skolimowie.

## Filmografia
- 1956: Nikodem Dyzma – obserwator pojedynku zapaśników
- 1958: Kalosze szczęścia – strażak w teatrze
- 1958: Rancho Texas – kompan Jacka
- 1958: Wolne miasto – Niemiec przy budce z piwem
- 1960: Szatan z siódmej klasy – „Chudy”
- 1963: „Yokmok” – UB-ek
- 1964: Zakochani są między nami – plażowicz Miecio
- 1965: Miejsce dla jednego – kierownik remontów
- 1966: Kochajmy syrenki – prezes z Mrągowa
- 1970: Hydrozagadka – kolega Walczaka
- 1970: Pierścień księżnej Anny – smolarz
- 1970: Prawdzie w oczy – członek brygady Klisia
- 1971: Bolesław Śmiały – kronikarz
- 1971: Nie lubię poniedziałku – pomocnik dźwigowego, nocą roznoszący mleko
- 1972: Zniszczyć pirata – pilot
- 1973: Wielka miłość Balzaka – wierzyciel Balzaka (odcinek 2)
- 1974: Godzina za godziną – złodziej
- 1974: Wiosna panie sierżancie – dyrygent orkiestry
- 1975: Dyrektorzy – mężczyzna rozmawiający z Czernym (odcinek 6)
- 1975: Grzech Antoniego Grudy – ksiądz
- 1975: Jarosław Dąbrowski – lekarz więzienny
- 1976: Bezkresne łąki – dyrektor
- 1976: Przepłyniesz rzekę – woziwoda Korbas
- 1976: Zaklęty dwór – lokaj hrabiego Żwirskiego (odcinek 2)
- 1976: Złota kaczka – mężczyzna w karczmie
- 1977: Lalka – rezydent u prezesowej (odcinek 8)
- 1977: Noce i dnie – Aleksander, lokaj Woynarowskiego (odcinki 4, 7 i 12)
- 1977: Pasja – sekretarz Rządu Narodowego
- 1978: Wśród nocnej ciszy – przesłuchiwany mężczyzna
- 1978: Zielona miłość – prezes oglądający halę (odcinek 3)
- 1979: Skradziona kolekcja – milicjant drogówki
- 1979: Tajemnica Enigmy – strażnik w Ambasadzie Polskiej w Bukareszcie (odcinek 4)
- 1979: Zerwane cumy – kombatant
- 1979: Zielone lata – ogrodnik Jan
- 1979: ...droga daleka przed nami... – Muchomor
- 1980: Błękitna strzała
- 1980: Kariera Nikodema Dyzmy – szofer Ignacy
- 1980: Powstanie Listopadowe. 1830–1831 – Nikodem Boski
- 1980: Punkt widzenia – gajowy Janicki (odcinki 6 i 7)
- 1980: Sherlock Holmes i doktor Watson – lokaj Markhama (odcinek 1)
- 1981: 07 zgłoś się – szatniarz w lokalu (odcinek 13)
- 1981: Białe tango – kioskarz Stasio (odcinek 4)
- 1981: Chłopiec – członek komisji egzaminacyjnej
- 1981: Najdłuższa wojna nowoczesnej Europy – Placyd, lokaj Poturzyckiego (odcinek 9)
- 1981: Przyjaciele (odcinek 4)
- 1982: Dolina Issy – Szatybelko
- 1982: Punkty za pochodzenie – pracownik teatru
- 1982: Życie Kamila Kuranta – policjant (odcinek 4)
- 1983: Adopcja – pijak Czesław
- 1983: Alternatywy 4 – różdżkarz (odcinek 2)
- 1983: Fachowiec – redaktor naczelny
- 1983: Haracz szarego dnia – Benedykt Dziczek
- 1983: Na odsiecz Wiedniowi – poseł
- 1983: Sny i marzenia – urzędnik
- 1983: Wierna rzeka – karczmarz Aron
- 1983: Złe dobrego początki... – leśniczy Pyrka
- 1984: Pan na Żuławach – Płaszewski, urzędnik wydziału rolnego (odcinek 2)
- 1984: Przybłęda – woźny szkolny
- 1985: Temida – Józef Giemza
- 1986: Kino objazdowe – gajowy
- 1987: Dom – mężczyzna wykupujący zakłady na Służewcu (odcinek 12)
- 1987: Dorastanie – sołtys Kobylnicy
- 1988–1990: W labiryncie – przedstawiciel dyrekcji Instytutu wręczający upominek na Dzień Kobiet
- 1989: Modrzejewska – tragik z trupy Łobojki (odcinek 2)
- 1989: Nocny gość – właściciel pióra
- 1989: Sztuka kochania – malarz Pędrak
- 1997: Boża podszewka – prezes sądu na balu (odcinek 9)
- 1997: Klan – mężczyzna na przystanku autobusowym
- 1998: 13 posterunek (odcinek 39)
- 1998: Ekstradycja 3 – portier w hotelu „Polonia” (odcinek 3)
- 1998: Sabina – robotnik na cmentarzu
- 1999: Badziewiakowie – profesor Kosobucki (odcinek 9)
- 1999: Krugerandy – pan Wacław
- 1999: Ogniem i mieczem – Żyd karczmarz
- 2000: Ogniem i mieczem (serial) – Żyd karczmarz
- 2000–2006: Świat według Kiepskich – emeryt (odcinki 76 i 222)
- 2000: Wielkie rzeczy – Suchodolec
- 2002: Superprodukcja – krytyk Czesław
- 2003: Na dobre i na złe – pracownik prosektorium (odcinek 156)
- 2003: Warszawa – człowiek w autobusie
- 2005: Kryminalni – profesor Stanisław Rubin (odcinek 19)
- 2005: Sąsiedzi – pan Matula, ślusarz (odcinek 68)
- 2006: Mrok – Strąk, dziadek Łukasza (odcinek 4)
- 2006: Szatan z siódmej klasy – woźny
- 2006: Szatan z siódmej klasy (serial) – woźny (odcinki 1 i 2)

## Teatr
- Kariera Nikodema Dyzmy (Teatr Polski w Bydgoszczy, reż. Remigiusz Caban, 1995) jako Wacław Wareda[5]